# Tuttlingen
Tuttlingen je grad u njemačkoj saveznoj pokrajini Baden-Württemberg. Nalazi se na Dunavu tridesetak km sjeverno od Bodenskog jezera na prijelazu Švapske Jure i Schwarzwalda.
Tuttlingen je poznat po približno 600 tvrtki koje se bave proizvodnjom medicinske tehnike, što ga čini jednom od glavnih svjetskih centara te vrste proizvoda.

## Vanjske poveznice
- Službena stranica (njem.)

### Ostali projekti
|  | Zajednički poslužitelj ima još gradiva o temi Tuttlingen |